# Quadrix
Quadrix é um fanzine brasileiro de histórias em quadrinhos criado em 1984 por Worney Almeida de Souza. Foi um dos primeiros fanzines a se focar em pesquisas e reportagens aprofundadas sobre quadrinhos, servindo de modelo para diversos outros fanzines e revistas com esse mesmo direcionamento.
Quadrix era editado em São Paulo por Worney, sendo impresso em offset. Teve ao todo sete edições regulares e cinco edições especiais: uma chamada Cronologia HQ - Ebal e outras quatro da série Seleções do Quadrix, edições temáticas com os títulos, respectivamente, "Heavy Metal" (sobre a revista estadunidense), "Marilyn Monroe em Quadrinhos", "Garra Cinzenta" e "Batman".
Uma das principais edições da Quadrix foi a de número 5, que trouxe pela primeira vez uma pesquisa detalhada sobre as quadrinistas brasileiras desde Rian (pseudônimo de Nair de Teffé) e Pagú até as artistas da época de publicação do fanzine. Outra edição importante foi a sexta, que relacionou todas as editoras em atividade até 1985 (ano da publicação desta edição) e todos os quadrinhos em banca à época.
A edição especial Seleções Quadrix: Garra Cinzenta ganhou o Prêmio Angelo Agostini de "melhor lançamento" em 1989.
Em 2024, Worney reeditou Seleções do Quadrix (Heavy Metal) em dois volumes pela Editora Criativo de Carlos Mann.